# Diocese de Itanagar
A Diocese de Itanagar (Latim:Dioecesis Itanagarensis) é uma diocese localizada no município de Itanagar, no estado de Arunachal Pradexe, pertencente a Arquidiocese de Guwahati na Índia. Foi fundada em 7 de dezembro de 2005 pelo Papa Bento XVI. Com uma população católica de 83.822 habitantes, sendo 10,8% da população total, possui 42 paróquias com dados de 2020.

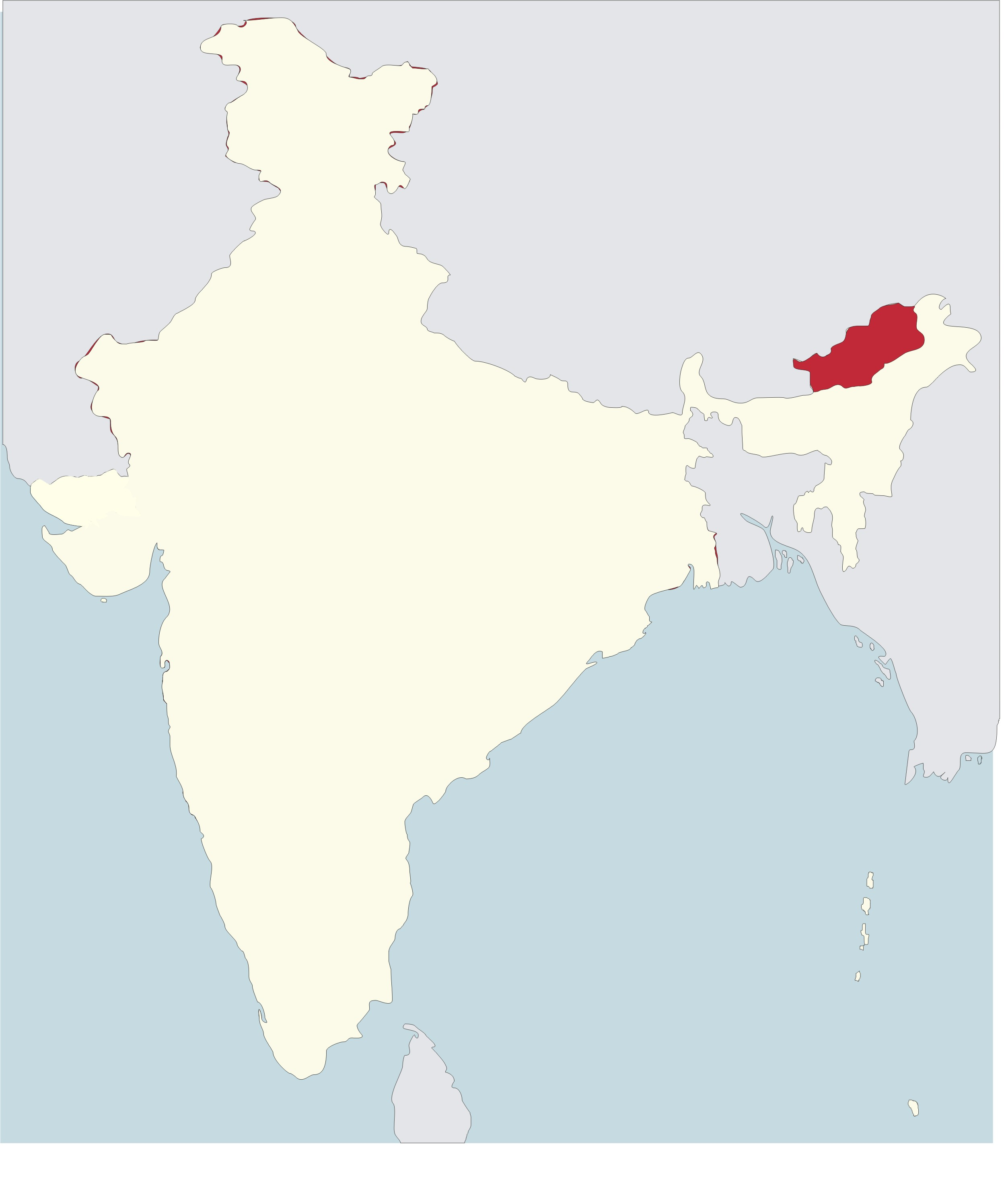
Localização da diocese no mapa

## História
Em 7 de dezembro de 2005 o Papa Bento XVI cria a Diocese de de Itanagar através do território da Diocese de Tezpur.

## Lista de bispos
A seguir uma lista de bispos desde a criação da diocese em 2005.
|                   | Nome                      | Período           | Notas             |
| Bispo de Itanagar | Bispo de Itanagar         | Bispo de Itanagar | Bispo de Itanagar |
| ----------------- | ------------------------- | ----------------- | ----------------- |
| 2º                | Benny Varghese Edathattel | 2023 - atual      |                   |
| 1º                | John Thomas Kattrukudiyil | 2005 - 2023       | bispo emérito     |